# Central Nuclear Embalse
La Central Nuclear Embalse es la segunda planta nuclear construida en Argentina. Posee una potencia instalada de 656 MWe, lo que la posiciona como la segunda central nuclear detrás de Atucha II y delante de Atucha I. Está situada en la costa sur del embalse del río Tercero, en la provincia de Córdoba, 4 km al oeste de la ciudad de Embalse, sobre la RP E61.
Su construcción se inició el 7 de mayo de 1974, comenzando a operar comercialmente el 20 de enero de 1984. Funcionó de manera continua hasta el 31 de diciembre de 2015 cuando finalizó su primer ciclo operativo y se dio inicio al proyecto de Extensión de Vida. La central alcanzó con éxito la puesta a crítico de su reactor el 4 de enero de 2019, iniciando el segundo ciclo operativo por un ciclo de 30 años.
El reactor es tipo CANDU (Canadian Deuterium Uranium) y pertenece al tipo de instalaciones de tubos de presión, cuyo combustible es el uranio natural y su refrigerante y moderador el agua pesada, que a su vez, es refrigerada por agua común extraída del embalse y devuelta al mismo.

## Características técnicas
- Tipo de reactor: Tubos de presión (CANDU)
- Potencia Térmica: 2.109 MWt
- Potencia Eléctrica Bruta: 683 MWe
- Moderador y Refrigerante: Agua pesada (D20)
- Combustible: Uranio natural
- Generador de Vapor: Cuatro tubos de “U” Incolloy 800 verticales
- Turbina: una etapa de alta presión, tres etapas de baja presión. Velocidad 1.500 rpm.
- Generador eléctrico: Cuatro Polos. Tensión 21 kV 50 Hz.

## Historia

### Puesta en funcionamiento
En 1968 finalizó el estudio de reinversión. La construcción de la Central se inició en mayo de 1974 y en 1979 se realiza el montaje de los tubos de presión en el reactor. La primera criticidad del reactor se produjo el 13 de marzo de 1983, y el 20 de enero de 1984 comenzó su operación comercial. Se incorporó al Sistema Interconectado Nacional con más de 5.5 millones de MWh al año.

### Extensión de vida
En 2007 comienza el Proyecto de Extensión de Vida de la central con los estudios de factibilidad y envejecimiento de los sistemas. El 31 de diciembre de 2015 concluyó su primer ciclo operativo, en el que generó 144.599.748 MW, equivalente a la energía eléctrica consumida por todo el país durante más de dos años y medio.
En 2016 se desarrolla la tercera fase del Proyecto de Extensión de Vida que incluye el recambio de los generadores de vapor, tubos de presión, tubos de calandria y alimentadores, entre otros componentes principales. 
El 4 de enero de 2019 se alcanzó con éxito la puesta a crítico en el reactor de la central. Con este proceso de reacondicionamiento la Central podrá operar por un nuevo ciclo de 30 años. Además, la planta incrementó su potencia a 683 MWe, es decir, un 6% más que su capacidad de generación anterior.

#### Fase I
Fue la etapa inicial del Proyecto, donde se definieron los alcances de las tareas que debían realizarse y la estimación del presupuesto total de la obra.

#### Fase II
Una vez definida y aprobada la primera fase, se puso en marcha la segunda fase, donde se fabricaron los principales componentes de reemplazo, se capacitó al personal que realizaría las tareas críticas (como el retubado del reactor y recambio de los generadores de vapor) y se definió la planificación y programación del Proyecto.
Para todas estas tareas, se debió realizar una gestión especial de contratación y adquisición de todo lo necesario para llevar adelante la obra, esto implicó contratación de empresas para las diferentes tareas, contratación de personal general y especializado, coordinación con los gobiernos municipales de las localidades cercanas debido al incremento poblacional (cerca de 8.000 personas trabajaron en estas tareas).
Se construyeron más de 8.000 m² de instalaciones auxiliares para almacenamiento de componentes y entrenamiento del personal.
Uno de los problemas que se presentaron durante los trabajos de extensión de la vida útil de la Central Nuclear Embalse fue que no se habían presentado los estudios de impacto ambiental correspondientes y requeridos para ser aprobada la obra. Esto provocó que numerosas entidades ambientalistas, protestaran formalmente, solicitando la detención de las obras y alertando sobre los trabajos que se venían haciendo en materia de explotación uranífera y el futuro de la energía nuclear en Argentina.
La empresa responsable de la explotación de la central, Nucleoeléctrica Argentina SA, presentó el informe solicitado, y las tareas se pudieron continuar cuando se aprobó el mismo en el Congreso de la Nación Argentina. El 22 de julio de 2016 Nucleoeléctrica Argentina recibió la Licencia Ambiental por parte del Ministerio de Agua, Ambiente y Servicios Públicos de la Provincia de Córdoba, para el desarrollo del Proyecto Extensión de Vida de la Central Nuclear Embalse.
De esa manera, concluyó el proceso que se inició con la presentación del Estudio de Impacto Ambiental y continuó con la realización de una Audiencia Pública, celebrada el 7 de julio de ese mismo año en la ciudad de Embalse. 
Con la obtención de la Licencia Ambiental, se dio cumplimiento a lo requerido para ejecución de la tercera fase del Proyecto.
Si bien son numerosas las tareas que se debieron realizar para reacondicionar la planta,  el proyecto se desarrolló en cuatro actividades principales.

#### Fase III
Retubado
El reactor de la Central Nuclear Embalse fue renovado por completo. El retubado consistió en la construcción de un nuevo reactor. Esta tarea constituyó el denominado “camino crítico” del Proyecto Extensión de Vida, principalmente por duración. El retubado marcó el ritmo de las otras tareas de la obra, ya que su proceso fue prioritario en la planificación. Participaron 650 técnicos y especialistas y 4200 trabajadores que fueron entrenados durante dos años. Los nuevos componentes del reactor fueron fabricados por la empresa nacional CONUAR. 
Recambio de los generadores de vapor
Fue el primer reactor CANDU 6 en recibir un recambio de los generadores de vapor.  El montaje de los nuevos componentes involucró el movimiento de aproximadamente 3.000 toneladas de equipamiento, estructuras y dispositivos dentro del edificio del reactor, además de la planificación de aproximadamente 2.000 actividades. La Ingeniería conceptual del reemplazo se hizo conjuntamente entre Nucleoeléctrica Argentina y la empresa holandesa especializada en movimientos Mammoet. Los nuevos generadores de vapor y los tubos internos fueron fabricados por empresas nacionales, con coeficiente de normas estacionales de calidad. En la ejecución del reemplazo participaron 500 personas de cuatro países, de las cuales el 85 por ciento corresponde a mano de obra de empresas nacionales.
Aumento de potencia
Para lograr la repotenciación se reemplazaron todos los componentes principales del turbogrupo y se agregaron nuevos precalentadores en el ciclo térmico. Además, se reemplazaron todos los sistemas auxiliares por otros de nueva tecnología. Las tareas que resultaron en el aumento de potencia, también incluyeron al retubado y el recambio de toda la aislación térmica de las cañerías y equipos, lo que permite optimizar la energía eléctrica generada.  
Actualización de la instalación
El Proyecto contempló la mejora de todos los sistemas de seguridad de la planta, en cumplimiento con los nuevos requerimientos regulatorios. 
Fueron instalados cuatro generadores diésel de última generación, que tienen la tarea de mantener en funcionamiento a equipos esenciales ante una supuesta falta de energía eléctrica. Los anteriores generadores tenían una potencia instalada de 2800 kW cada uno, mientras que los nuevos, 5.200 kW cada uno. Se definió la potencia instalada original. Para reforzar aún más la seguridad, se instaló el Sistema de Suministro de Energía de Emergencia (EPS), que contempló el montaje de dos generadores diésel de 1600 kW de potencia cada uno. 
También, se reemplazaron las computadoras de control de la central por unas que presentan mayor versatilidad y se construyó un nuevo edificio sísmicamente calificado. Para el entrenamiento de aquellos que operan la planta, se actualizaron los sistemas del Simulador de Alcance Total, primero en su tipo en la Argentina y pionero en la industria de los reactores CANDU.

## Medioambiente
Según información disponible en su web, Nucleoeléctrica Argentina cuenta con un sistema de gestión ambiental que ha sido certificado según la norma ISO 14001
La empresa asume una política ambiental que se centra en adaptar continuamente la gestión ambiental a la normativa aplicable, promover la capacitación del personal en el cuidado del ambiente, comunicar su política ambiental, evaluar los riesgos potenciales de los nuevos proyectos, minimizar los impactos ambientales durante su ejecución, y mejorar continuamente el desempeño ambiental. 
La energía nuclear contribuye al cumplimiento del Protocolo de Kioto por su competitividad y por la reducción de emisiones de CO2. Esta fuente de energía no genera gases ni partículas causantes del efecto invernadero, uno de los principales problemas ambientales en el mundo.
Además, las centrales nucleares no tienen dependencia de factores estacionales o climáticos y pueden ser instaladas cerca de los centros de consumo. El combustible que se utiliza, uranio, es abundante en la naturaleza y no tiene otra aplicación. 
Las plantas de energía nuclear están sujetas a un estricto control reglamentario difícil de igualar por otras actividades industriales. Este marco institucional contempla a todas y cada una de las fases que componen el ciclo de producción, así como la protección de los trabajadores de la central y del público en general, incluso durante el desmantelamiento de la planta al final de su vida útil.

### Reserva Causachi
En la zona adyacente a la Central Nuclear Embalse, a orillas del lago, la planta dispone de un terreno de seis hectáreas atravesado por un arroyo, que desemboca en el espejo de agua formando un bañado. 
En ese bello paraje se protegen animales propios de la fauna autóctona de la zona. 
La creación de la reserva natural de Causachi fue impulsada por la Central. La ruta a La Cruz, que circunda el predio protegido, permite observar desde lo alto la típica topografía serrana, que limita con el lago y ofrece alturas adecuadas para apreciarla. 
La Reserva cuenta con las condiciones necesarias para que los animales encuentren un ambiente adecuado, que les permita crecer y desarrollarse en libertad. La Central lleva adelante un programa de controles veterinarios y soportes alimentarios para la fauna. 
El lugar se denominó Causachi, que en quichua significa 'Mantener la vida, proteger la vida'. 

## Cobalto 60
La Central produce, además de energía eléctrica, el isótopo cobalto 60, un elemento de gran importancia para aplicaciones en la medicina, la investigación y la industria, siendo uno de los principales abastecedores de este elemento en el mercado nacional e internacional.